# Ariya Jutanugarn
Ariya Jutanugarn (nascida em 23 de novembro de 1995) é uma golfista profissional tailandesa.
Natural de Banguecoque, se tornou profissional em 2012.
Ela irá representar a Tailândia no jogo por tacadas individual feminino do golfe nos Jogos Olímpicos de Verão de 2016, no Rio de Janeiro, Brasil.